# Тельбух, Людмила Вячеславовна
Людмила Вячеславовна Тельбух (укр. Людмила В'ячеславівна Тельбух; род. 30 мая 1988, Симферополь) — украинский футбольный судья, судья категории ФИФА (с 2014 года).

## Карьера
Родилась в Симферополе. Получила высшее образование, окончив Таврический национальный университет им. Владимира Вернадского.
В 2006 году начала карьеру футбольного судьи, обслуживая матчи региональных состязаний. С 2007 по 2010 судила матчи Детско-юношеской футбольной лиги (ДЮФЛ) и любительских соревнований. В 2010 году начала судить матчи Второй лиги. В сезоне 2010 провела 2 матча в женском чемпионате Украины — «Ильичевка» (Мариуполь)-«Родына» (Костополь) 2:0 и «Черноморочка» (Одесса)—"Ятрань" (Умань) 2:3. В 2013 году провела 3 матча в Высшей лиге и 1 в Первой лиге («Черноморочка»—"Виктория"). В 2014 году получила судейскую лицензию ФИФА. 5 ноября 2014 года в качестве главного судьи отслуживала финальный матч Кубка Украины среди женщин 2014 между командами «Жилстрой-1» и «Легенда».
4 октября 2017 года исполняла обязанности четвертого судьи в составе украинской женской бригады судей во главе с Анастасией Романюк на матче 1/16 финала между командами «Медик» — «Лион» (0:5) в рамках плей-офф женской Лиги чемпионов УЕФА 2017/18.
В августе 2018 года в качестве четвертого судьи в составе женских бригад судей работала на трёх матчах («Олимпия Клуж»—"Кардифф Мет", «Олимпия Клуж»—"Биркиркара" и «Биркиркара»—"Кардифф Мет") группы 6 в рамках квалификационного раунда женской Лиги чемпионов УЕФА 2018/19, проходивших в Харькове. В сезоне 2018/19 провела 2 матча в женском Кубке Украины. В сезоне 2019/20 судила 6 матчей (4 в Высшей лиге, 1 в Первой лиге и 1 в Кубке).
27 октября 2020 года в качестве главного судьи обслуживала матч группы В отборочного турнира к чемпионату Европы среди женщин 2022 между сборными Грузии и Израиля (1:2). В сезоне 2020/21 судила 10 матчей в женской Высшей лиге и 2 в женском кубке Украины 2021.
5 сентября 2021 года исполняла обязанности четвертого судьи в составе украинской женской бригады судей во главе Екатериной Монзуль на матче мужских сборных Румынии и Лихтенштейна (2:0) в рамках отборочного турнира к чемпионату мира 2022 года.